# Maskrosbollen
Maskrosbollen (namnet är inte officiellt) är en fontän vid Norra Bantorget utanför Norra Latin i Stadsdelen Norrmalm i centrala Stockholm, mitt emot LO-borgen. Fontänen invigdes den 7 augusti 1998 i samband med LO:s 100-årsjubileum och utformades efter Anita Modins skisser. Bakvända sprinklermunstycken längst ut på vattenrör ger en effekt av en överblommad maskros.

## Bilder

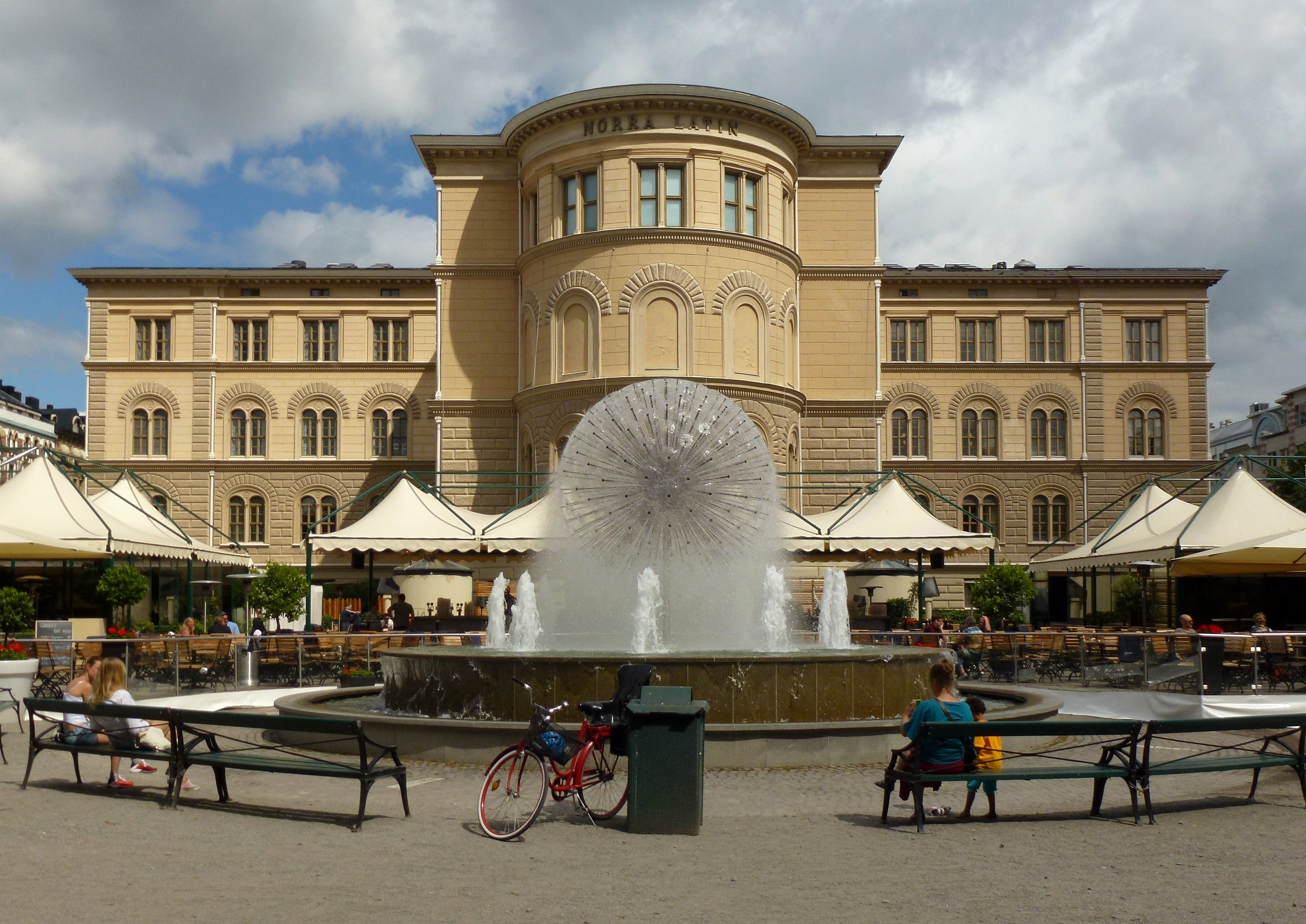
Maskrosbollen framför Norra Latin
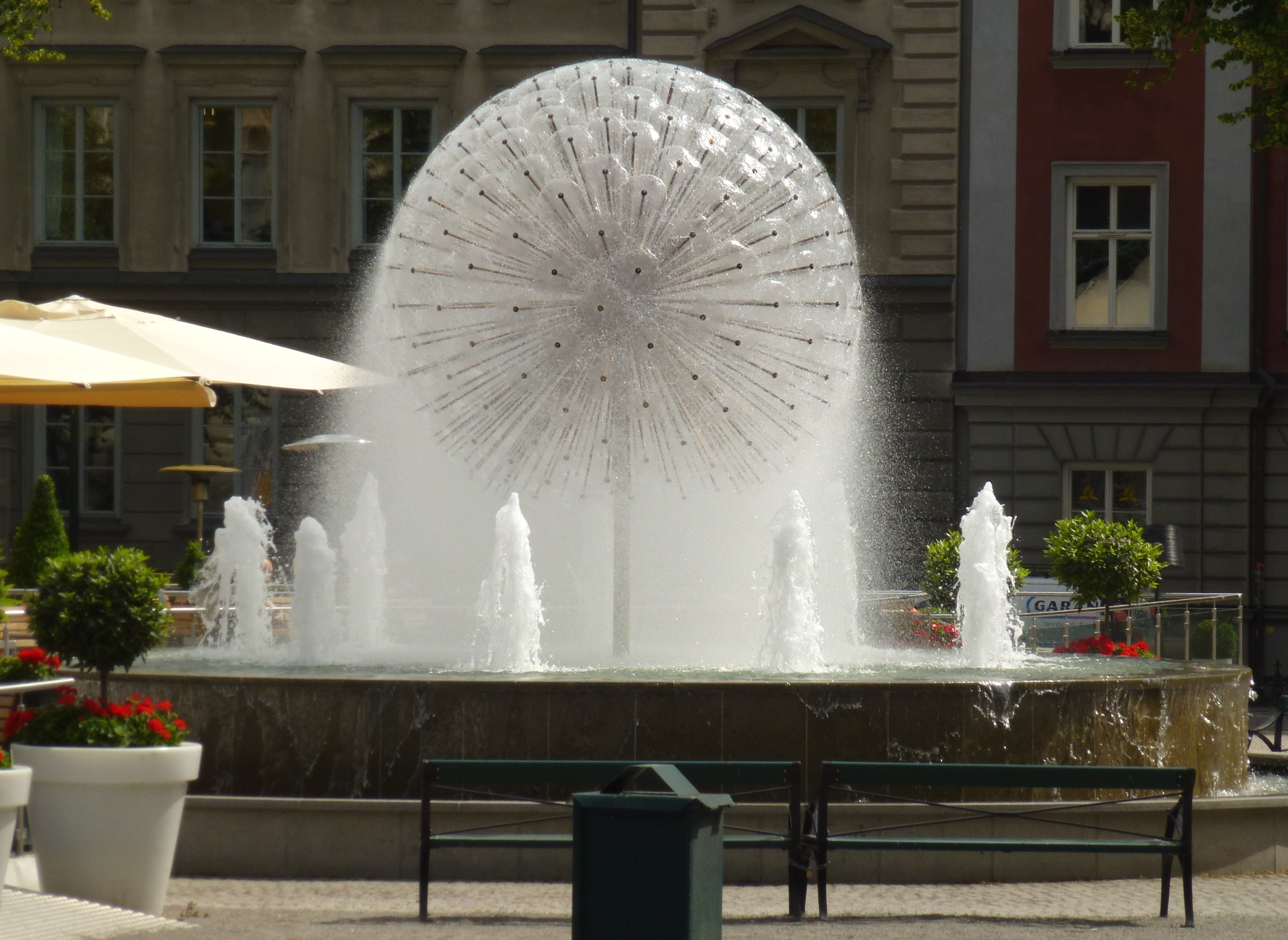
Maskrosbollen, vy mot syd
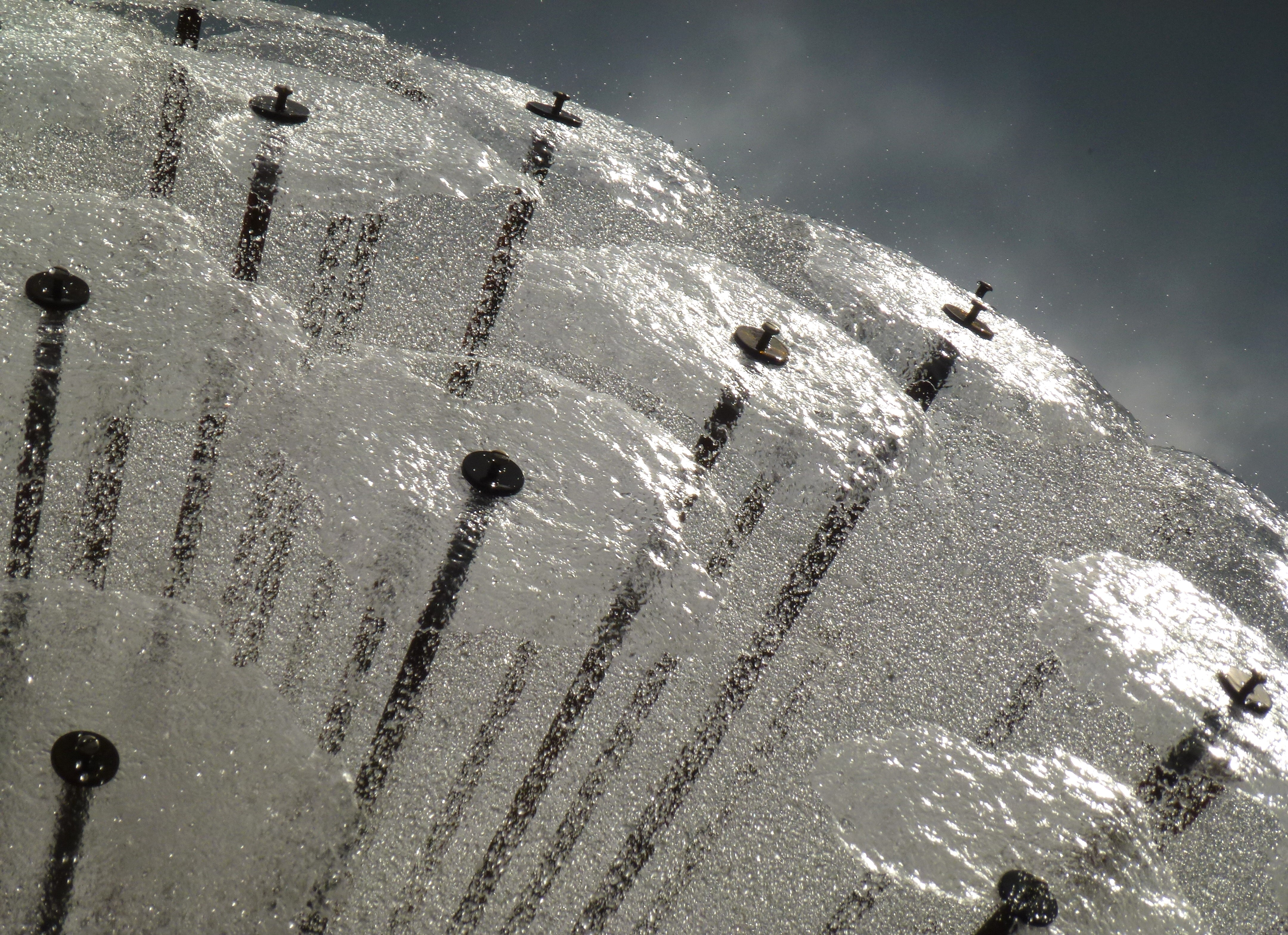
Maskrosbollen, detalj
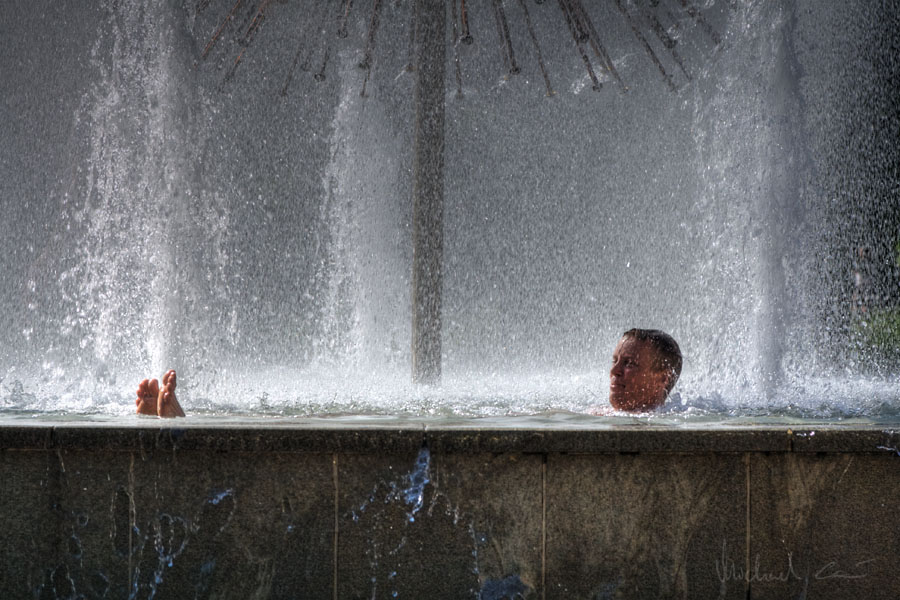
Ett bad i Maskrosbollen, 2007